# Заповіт (фільм, 1985)
Заповіт (рос. Завещание) — радянський художній фільм 1985 року, знятий на кіностудії «Мосфільм» за мотивами оповідання Георгія Маркова «Земля Івана Єгоровича».

## Сюжет
Іван Єгорович — фронтовик, секретар сільського райкому партії в Сибіру — отримує директиву про меліорацію району, однак вважає, що іригаційні роботи порушать водний баланс і згубно позначаться на врожаї. Не отримавши підтримки в обкомі, він їде в Москву. Друга сюжетна лінія — історія складних взаємин Крилова з Серафимою, яку він любить з дитинства. Розлучивши на довгі роки, доля дає їм можливість почати все спочатку.

## У ролях
- Євген Матвєєв — Іван Єгорович Крилов
- Сергій Жигунов — Іван Крилов в молодості
- Людмила Зайцева — Серафима Євгенівна
- Олена Антонова — Серафима в молодості
- Володимир Самойлов — Олексій Никифорович Угаров, майор
- Сергій Маковецький — Олексій Угаров в молодості
- Юрій Саранцев — Серьога, сусід
- Петро Щербаков — Федір Самохвалов
- Олександр Потапов — Костя, секретар райкому
- Афанасій Кочетков — секретар обкому
- Олександр Голобородько — Микола Петрович
- Олег Уткін — Огієнко, політрук
- Борис Щербаков — Віктор, син Івана Єгоровича
- Тетяна Агафонова — Валентина Сергіївна
- Лариса Барабанова — подруга Марьяши
- Олександр Бескупський — бандит
- Олексій Ванін — солдат
- Микола Волков — солдат
- Юрій Гусєв — сусід Віктора
- Ірина Калістратова — Зіна
- Світлана Коновалова — тітка Нюра, мати Серафими
- Віктор Косих — солдат
- Іван Косих — солдат
- Олена Кузьміна — Марьяша
- Володимир Любомудров — бандит
- Михайло Матюшевський — капітан
- Ігор Незлобинський — бандит, батько Серьоги
- Георгій Ніколаєнко — гармоніст
- Володимир Піцек — залізничник
- Лев Поляков — солдат
- Юрій Рогунов — майор
- Филимон Сергєєв — солдат
- Олександр Сірін — Костя
- Анатолій Соловйов — Євген Іванович, батько Серафими
- Валентина Титова — Ніна, дружина Угарова
- Ірина Токарчук — «Солом'яна вдовиця»
- Валентина Федотова — мати Івана
- Микола Фомін — солдат
- Джамбул Худайбергенов — капітан
- Лариса Негреєва-Цесляк — «Солом'яна вдовиця»
- Борис Юрченко — солдат
- Марія Милоградова — Маша, дочка Віктора
- Віктор Молодожан — Іван Крилов, в дитинстві
- Ілля Тюрін — Ваня, син Віктора
- Наталія Коренченко — дочка солдата
- Алевтина Румянцева — дружина солдата
- Валентина Березуцька — мати загиблих солдат
- Ія Маркс — мати солдата
- Євгенія Лижина — мати солдата
- Михайло Кокшенов — солдат
- Володимир Суворов — солдат
- Геннадій Некрасов — перехожий
- Ірина Дітц — медсестра
- Сергій Карленко — епізод

## Знімальна група
- Режисер-постановник — Ігор Гостєв
- Сценарист — Валентин Єжов
- Оператор-постановник — Анатолій Іванов
- Композитор — Андрій Петров
- Художники-постановники — Саїд Меняльщиков, Олександр Самулекін